# Eryk Pfann
Eryk Wilhelm August Alfred Pfann (ur. 15 listopada 1889 w Wiedniu, zm. 13–14 kwietnia 1940 w Katyniu) – major kawalerii Wojska Polskiego, ofiara zbrodni katyńskiej.

## Życiorys
Urodził się 15 listopada 1889 w Wiedniu, w rodzinie Maksymiliana i Rozalii. 
Po odbyciu jednorocznej ochotniczej służby wojskowej w cesarskiej i królewskiej Armii został mianowany chorążym rezerwy ze starszeństwem z 1 stycznia 1912 i wcielony do 16 Pułku Huzarów w Mariborze. W latach 1912–1913 wziął udział w mobilizacji sił zbrojnych Monarchii Austro-Węgierskiej, wprowadzonej w związku z wojną na Bałkanach. W 1913 został powołany do służby zawodowej, mianowany porucznikiem ze starszeństwem z 1 listopada 1913 w korpusie oficerów kawalerii i wcielony do 3 Pułku Ułanów w Krakowie. W szeregach tego oddziału wziął udział w I wojnie światowej. Awansował na nadporucznika ze starszeństwem z 1 lipca 1915.
W czasie wojny z bolszewikami walczył w szeregach 6 Pułku Ułanów Kaniowskich jako dowódca 4 szwadronu. Wyróżnił się 26 kwietnia 1920 w walce o wieś Kijanówka w Ukrainie i został przedstawiony przez rotmistrza Stanisława Pomiankowskiego do odznaczenia Orderem Virtuti Militari. Po raz drugi do odznaczenia tym orderem został przedstawiony przez pułkownika Stefana Cieńskiego za walkę stoczoną 2 lipca 1920 pod wsią Butowce. 27 sierpnia 1920 został zatwierdzony z dniem 1 kwietnia 1920 w stopniu rotmistrza, w kawalerii, w grupie oficerów byłej armii austriacko-węgierskiej.
W 1922 został przeniesiony do 2 Pułku Szwoleżerów Rokitniańskich w Bielsku (od czerwca 1926 w Starogardzie). 3 maja 1922 został zweryfikowany w stopniu rotmistrza ze starszeństwem z 1 czerwca 1919 i 43. lokatą w korpusie oficerów jazdy (od 1924 – kawalerii). W 1923 pełnił obowiązki dowódcy I dywizjonu, a w 1924 pełni obowiązki kwatermistrza. Szkolił się w Centralnej Szkole Kawalerii i w Centrum Wyszkolenia w Rembertowie. 3 maja 1926 został mianowany majorem ze starszeństwem z 1 lipca 1925 i 2. lokatą w korpusie oficerów kawalerii. W kwietniu 1928 został przesunięty ze stanowiska kwatermistrza na stanowisko dowódcy szwadronu zapasowego 2 pszwol. w Toruniu. W lipcu 1929 został zwolniony ze stanowiska i oddany do dyspozycji dowódcy Okręgu Korpusu Nr VIII, a z dniem 30 listopada tego roku przeniesiony w stan spoczynku.
W czasie kampanii wrześniowej 1939, po agresji ZSRR na Polskę, dostał się do niewoli sowieckiej. Według stanu z kwietnia 1940 był jeńcem obozu w Kozielsku, skąd wysłał 7 marca 1940 pocztówkę do żony, którą otrzymała w czerwcu 1940. Między 11 a 12 kwietnia 1940 został przekazany do dyspozycji naczelnika Zarządu NKWD Obwodu Smoleńskiego – lista wywózkowa 022/3 z 9 kwietnia 1940. Został zamordowany między 13 a 14 kwietnia 1940 w Katyniu przez funkcjonariuszy Obwodowego Zarządu NKWD w Smoleńsku oraz pracowników NKWD przybyłych z Moskwy na mocy decyzji Biura Politycznego KC WKP(b) z 5 marca 1940. Ofiary tej zbrodni grzebano w bezimiennych mogiłach zbiorowych, gdzie od 28 lipca 2000 mieści się oficjalnie Polski Cmentarz Wojenny w Katyniu. W miejscu tym prowadzone były ekshumacje i prace archeologiczne. W 1943 jego ciało zostało zidentyfikowane w toku ekshumacji nadzorowanych przez Niemców pod numerem 1217 – dosł. opisany jako Pfann Erich (raport dzienny z 6 maja 1943). Przy jego szczątkach znaleziono trzy listy oraz karty pocztowe. Figuruje na liście Komisji Technicznej PCK pod numerem 01217 wskazany jako Faun Erik. W Archiwum Robla informacja o nim znajduje się m.in. w notatniku znalezionym przy szczątkach Tomasza Siwickiego (pakiet 0873-01).
Major Pfann był żonaty z Heleną Iżykowską. Mieszkał w Krakowie.
5 października 2007 minister obrony narodowej Aleksander Szczygło mianował go pośmiertnie na stopień podpułkownika. Awans został ogłoszony 9 listopada 2007 w Warszawie, w trakcie uroczystości „Katyń Pamiętamy – Uczcijmy Pamięć Bohaterów”.

## Ordery i odznaczenia
- Krzyż Walecznych dwukrotnie[31][32][33]

W czasie służby w c. i k. Armii otrzymał:
- Krzyż Zasługi Wojskowej 3 klasy z dekoracją wojenną i mieczami,
- Srebrny Medal Zasługi Wojskowej z mieczami na wstążce Krzyża Zasługi Wojskowej dwukrotnie,
- Brązowy Medal Zasługi Wojskowej z mieczami na wstążce Krzyża Zasługi Wojskowej,
- Krzyż Wojskowy Karola,
- Krzyż Pamiątkowy Mobilizacji 1912–1913[34].